# An Pching-šeng
An Pching-šeng (čínsky pchin-jinem Ān Píngshēng, znaky zjednodušené 安平生; 1917–1999) byl čínský komunistický politik, v letech 1977–1985 vedl provincii Jün-nan z pozice prvního tajemníka provinčního výboru KS Číny a předsedy revolučního výboru (do 1979), předtím řídil autonomní oblast Kuang-si, také jako první tajemník oblastního výboru KS Číny a předseda revolučního výboru (1975–1977). V 50. letech působil v provincii Kuang-tung jako vedoucí oddělení provinčního výboru KS Číny a místopředseda provinční vlády, po roce 1961 přešel na analogické pozice v Kuang-si.

## Život
An Pching-šeng se narodil 6. října 1916 v okrese Čou-č’ v centru provincie Šan-si. V mládí odešel do Jen-anu, kde vstoupil do Komunistické strany Číny a studoval na Protijaponské vojenské a politické univerzitě, poté se věnoval teoretické a pedagogické činnosti. Po založení Čínské lidové republiky zastával funkce sekretáře kuangtungské provinční lidové vlády, zástupce vedoucího a vedoucího oddělení pro venkovské záležitosti Jihočínského byra ÚV KS Číny, od roku 1955 stejnou funkci zaujal v kuangtungském provinčním výboru KS Číny, současně působil jako ministr zemědělství, lesnictví a vodních zdrojů v kuangtungské lidové vládě. Následující rok převzal úřad místopředsedy kuangtungské lidové vlády. Roku 1954 byl zvolen poslancem Všečínského shromáždění lidových zástupců (do 1959).
Roku 1961 byl převeden z Kuang-tungu do autonomní oblasti Kuang-si, na místo jednoho z tajemníků oblastního výboru KS Číny a místopředsedy oblastní vlády. Od roku 1968 působil jako místopředseda kuangsijského revolučního výboru, od února 1971 současně vykonával funkci zástupce tajemníka (od srpna 1973 tajemníka) obnoveného kuangsijského oblastního výboru KS Číny. Na X. sjezdu KS Číny v srpnu 1973 byl zvolen členem ústředního výboru (znovuzvolen na XI. sjezdu roku 1977 i XII. sjezdu roku 1982).
V říjnu 1975 se stal prvním tajemníkem oblastního výboru KS Číny v Kuang-si a zároveň předsedou kuangsijského revolučního výboru a prvním politickým komisařem kuangsijské vojenské oblasti. V únoru 1977 byl přeložen na pozici prvního tajemníka jünnanského provinčního výboru KS Číny, předsedy revolučního výboru provincie (do prosince 1979) a prvního politického komisaře jünnanské vojenské oblasti. Roku 1978 byl podruhé zvolen poslancem Všečínského shromáždění lidových zástupců (do 1983). V roce 1979 se stal prvním politickým komisařem kchunmingského vojenského okruhu a v lednu 1980 i předsedou stálého výboru jünnanského lidového shromáždění (do dubna 1983). V červenci 1985 ho ve vedení jünnanských komunistů nahradil Pchu Čchao-ču.
Na XIII. sjezdu KS Číny roku 1987 už nebyl zvolen do ústředního výboru, náhradou působil jako člen ústřední poradní komise Komunistické strany Číny (do XIII. sjezdu roku 1992).
Zemřel roku 1999.